# Selección femenina de rugby 7 de Fiyi
La selección femenina de rugby 7 de Fiyi es el equipo representativo de la Fiji Rugby Union en los torneos de la modalidad de 7 jugadoras.

## Uniforme
El equipo fijiano usa camiseta blanca y vivos negros como otras selecciones de su país, short y medias negras.

## Palmarés
- Oceania Sevens (2): 2007, 2015, 2024[1]
- Asian Sevens (1): 2012
- Juegos del Pacífico (3): 2011, 2015, 2019
- Seven Femenino de Hong Kong: 2014

## Participación en copas
| - Dubái 2009: no clasificó - Moscú 2013: 9º puesto - Estados Unidos 2018: 11º puesto - Ciudad del Cabo 2022: 5º puesto - Río 2016: 8º puesto - Tokio 2020: 3º puesto - París 2024: 12º puesto - Serie Mundial 12-13: 16º puesto (2 pts) - Serie Mundial 13-14: 10º puesto (18 pts) - Serie Mundial 14-15: 8º puesto (32 pts) - Serie Mundial 15-16: 8º puesto (34 pts) - Serie Mundial 16-17: 4º puesto (66 pts) - Serie Mundial 17-18: 9º puesto (31 pts) - Serie Mundial 18-19: 10º puesto (21 pts) - Serie Mundial 19-20: 7º puesto (38 pts) - Serie Mundial 21-22: 3º puesto (60 pts) - Serie Mundial 22-23: 6º puesto (68 pts) - SVNS 23-24: 7º puesto - SVNS 24-25: 5º puesto | - Gold Coast 2018: 5° puesto - Birmingham 2022: 2º puesto - Numea 2011: 1° puesto - Port Moresby 2015: 1° puesto - Apia 2019: 1° puesto - Pacific Women's Sevens 2007: Campeón invicto - Oceania Sevens Femenino 2008: 3º puesto - 2009 al 2011: no se organizó - Oceania Sevens Femenino 2012: 3º puesto - Oceania Sevens Femenino 2013: 2º puesto - Oceania Sevens Femenino 2014: 3º puesto - Oceania Sevens Femenino 2015: Campeón - Oceania Sevens Femenino 2016: 2º puesto - Oceania Sevens Femenino 2017: 3º puesto - Oceania Sevens Femenino 2018: 3º puesto - Oceania Sevens Femenino 2019: 2º puesto - Oceania Sevens Femenino 2021: 3º puesto |